# Podochilus oxystophylloides
Podochilus oxystophylloides är en orkidéart som beskrevs av Paul Ormerod. Podochilus oxystophylloides ingår i släktet Podochilus och familjen orkidéer. Inga underarter finns listade i Catalogue of Life.